# エウノミア族

エウノミアの軌道

エウノミア族（エウノミアぞく）は、主にS型小惑星で構成される比較的大きな小惑星族。メインベルト（小惑星帯）中部の一番有名な小惑星族であり、メインベルト小惑星のうちおよそ5%がこの小惑星族に属している。

## 特徴
最大の小惑星は (15) エウノミアである。岩石質 (stony) のS型小惑星のなかでも最大で、長径は約300kmであり、平均直径も250km、この族のほぼ中心部に位置している。
エウノミアは母天体であった小惑星の70%以上を含むと推定されている。母天体は平均径が約280kmで、衝突により粉砕されて小惑星族を形成したと考えられる。エウノミアの表層と小惑星族の小さなメンバーのスペクトルに多少ばらつきが見られることから、母天体はある程度まで分化が進んでいたと思われる。
にもかかわらず、別の研究ではその衝突の前にまだ小衝突があったと考えられている。その衝突は小規模であったものの、50kmほどの小惑星が22,000 km/hで衝突したと考えられている。
他の族構成員はエウノミアの周辺軌道に散見される。
次に大きい小惑星は直径約65kmの (258) ティケであるが、その軌道はエウノミア族と捉えられる領域のうち最も端に位置しているため侵入者ではないかと考えられる。
確実にメンバーである小惑星でその次に大きいサイズは、直径30km程度のものがいくつかある。
分光器による観測では構成員とみなされる小惑星は全てS型小惑星であった。これはそれらが主として岩石（氷ではなく）からなり、表層はケイ素とニッケルや鉄などの化合物であることを示している。このため、この小惑星族はサイズの割には明るい。
この小惑星族の構成員は小さいものが多い。小型の小惑星は二次的な衝突や摂動、ヤルコフスキー効果などによって時間がたつにつれ散っていくはずであるので、この小惑星族は（天文学的なタイムスケールで言えば）比較的新しいものだと考えられる。
2000年、土星探査機カッシーニがエウノミア族の小さな構成員である (2685) マサースキーをフライバイした。しかし、最接近時でも100万km以上の距離があったために、表面の観測をするには遠すぎた。

## 軌道の特徴
エウノミア族は木星と3:1または8:3の軌道共鳴が起きる位置の中間にあり、高い軌道傾斜角を持っている。
ZappalàによるHCM数値解析では、この小惑星族のコアメンバーの軌道は下記の通りである。
|     | 軌道長半径 | 離心率 | 軌道傾斜角 |
| --- | ---------- | ------ | ---------- |
| min | 2.54 AU    | 0.121  | 11.6°      |
| max | 2.72 AU    | 0.180  | 14.8°      |

また、全体的には下記の範囲も含む。
|     | 軌道長半径 | 離心率 | 軌道傾斜角 |
| --- | ---------- | ------ | ---------- |
| min | 2.53 AU    | 0.078  | 11.1°      |
| max | 2.72 AU    | 0.218  | 15.8°      |

1995年の解析ではコアメンバーだけでも439の小惑星があり、2005年の軌道特徴調査では96944個のうち4649個がこの小惑星族の範囲内に軌道を横たえているとされる。このため、メインベルトの5%がこの小惑星族に含まれると考えられる。

## 侵入小惑星
軌道を共有するものの、スペクトルタイプから同じ衝突で出来たのではないと考えられる構成員もある。以下はスペクトルの調査、PDS小惑星分類学の数値検査などでS型小惑星ではないと判明したため、この小惑星族ではないと考えられるものである。
(85) イオ、(141) ルーメン、(546) ヘロディアス、(657) グンレード、(1094) シベリア、(1275) Cimbria。